# Jun Fukuyama
Jun Fukuyama (福山 潤, Fukuyama Jun) é um dublador japonês.
Recentemente recebeu dois prêmios do 1º "Seiyu Award", pelo personagem Lelouch Lamperouge de Code Geass: Lelouch of the Rebelion, como "Melhor Personagem Principal Masculino" e o "Melhor Seiyu Novato Masculino".

## Participações
- 07 Ghost - Hakuren Oak
- Ao no Exorcist - Yukio Okumura
- Angelic Layer - Kotaro Kobayashi
- Assassination Classroom (Ansatsu Kyoushitsu) - Koro-sensei
- Black Blood Brothers - Zelman Clock
- Bleach - Yumichika Ayasegawa e Mizuiro Kojima
- Blood+ - Guy
- Boogiepop Phantom - Masami Saotome
- Busou Renkin - Kazuki Muto
- Chuunibyou Demo Koi ga Shitai! -  Togashi Yuuta
- Cluster Edge - Beetma
- Code Geass: Lelouch of the Rebelion - Lelouch Lamperouge
- Durarara - Shinra
- Deadman Wonderland - Bundo Rokuro
- Densetsu no Yuusha no Densetsu - Ryner Lute
- Dragalia Lost - Ieyasu
- Gakuen Heaven - Keita Itou
- Gankutsuou - Viscount Albert de Morcerf
- Ghost Hound - Masayuki Nakajima
- Glass Mask - Yuu Sakurakouji
- Gravion - Touga Tenkuji
- Gravion Zwei - Touja Tenkuji
- Happy Seven - Kikunosuke Kagawa
- Heat Guy J - Ian Naruse
- Heaven Official's Blessing - San Lang (Hua Cheng)
- Inazuma Eleven Go: Galaxy - Hakuryuu
- Inukami! - Keita Kawahira
- Itsuka Tenma no Kuro Usagi - Hinata Kurenai
- K Project - Misaki Yata
- Kuroshitsuji - Grell Sutcliff
- La Corda d'oro - Keiichi Shimizu
- LOVELESS - Yayoi Shioiri
- Magi: The Labyrinth of Magic - Kassim
- Metal Gear Solid: Portable Ops - Null
- MM! - Sado Tarou
- Mobile Suit Gundam SEED C.E. 73: Stargazer - Sol Ryuune I'Ange
- Mushibugyō!  - Nagatomi Maru
- Mutekiou Tri-zenon  - Akira Kamui
- Nanatsu no Taizai - King Harlequin
- Narue no Sekai/The World of Narue - Masaki Maruo
- Nurarihyon no Mago - Rikuo Nura
- Okane ga Nai - Yukiya Ayase
- Ookiku Furikabutte - Kousuke Izumi e Hiroyuki Oda
- Onmyou Taisenki - Riku Tachibana
- Osomatsu-san - Ichimatsu Matsuno
- Otome Valkyrie G - Duke
- Pandora Hearts - Vincent Nightray
- Piano: The Melody of a Young Girl's Heart - Kazuya Takahashi
- Pluster World - Beetma
- Princess Princess - Tohru Kouno
- Rental Magika - Itsuki Iba
- Saint Beast: Kouin Jojishi Tenshi Tan - Pandora (Head Priest)
- Saint Seiya: Awakening - Mu de Áries
- Saint Seiya - The Lost Canvas - Kagaho de Benu
- Samurai Deeper Kyo - Snedai Aka no Ou
- Special A -  Takishima Kei
- Spice and Wolf - Kraft Lawrence
- Tenchi Muyo! GXP - Alan
- To Heart 2 - Takaki Kouno
- The Law of Ueki - Anon
- Tales of Destiny 2 - Kyle Dunamis
- The Wings of Rean - Asap Suzuki
- The Last Naruto the Movie - Toneri Otsutsuki
- Tsubasa: RESERVoir CHRoNiCLE - Kimihiro Watanuki
- Turn a Gundam - Keith Laijie
- Vampire Knight CD Drama - Hanabusa Aidou
- W Wish - Junna Touno
- Witch Hunter Robin - Haruto Sakaki
- Working - Sōta Takanashi
- xxxHolic - Kimihiro Watanuki